# Onondagas
Pour les articles homonymes, voir Onondaga.
Les Onondagas (ou Onontagués, Onondages) sont une tribu amérindienne iroquoise, un des cinq membres fondateurs de la confédération  haudenosonee. Leur langue, l'onondaga, est apparentée aux langues iroquoiennes.

## Histoire

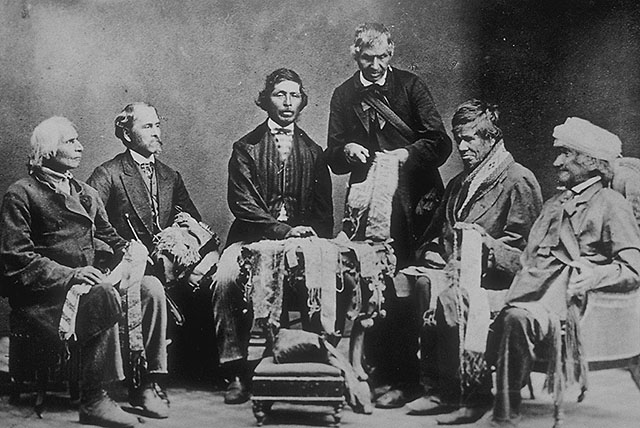
Chefs iroquois de la réserve des Six-Nations en train de lire des ceintures wampum à Brantford en Ontario. Joseph Snow, chef onondaga, est le premier à gauche.

Les Onondagas ont vécu de part et d'autre du fleuve Saint-Laurent sur les territoires actuels de la province de l'Ontario au Canada et de l'État de New York aux États-Unis notamment dans le comté d'Onondaga. Une branche de cette tribu, les Oswegatchie, a vécu le long du fleuve Saint-Laurent.
Les Onondagas sont traditionnellement les gardiens du feu pour les Cayugas et Sénécas qui vivaient à l'ouest et les Onneiouts et Agniers qui vivaient à l'est. Pour cette raison, la Ligue des Iroquois, historiquement, tient ses réunions gouvernementales à Onondaga, comme les chefs traditionnels le font encore aujourd'hui.
Ils ont été les partenaires commerciaux des Hollandais puis des Britanniques. Ils furent donc de farouches adversaires pour les Français de la vallée du Saint-Laurent. 
Lors de la guerre d'indépendance des États-Unis, les Onondagas restèrent neutres.
Le Canada a rendu hommage à ce peuple amérindien en 1963, par l'attribution d'un nom pour l'un des nouveaux sous-marins de la flotte canadienne, le NCSM Onondaga (S73).